# پادشاهان گیت

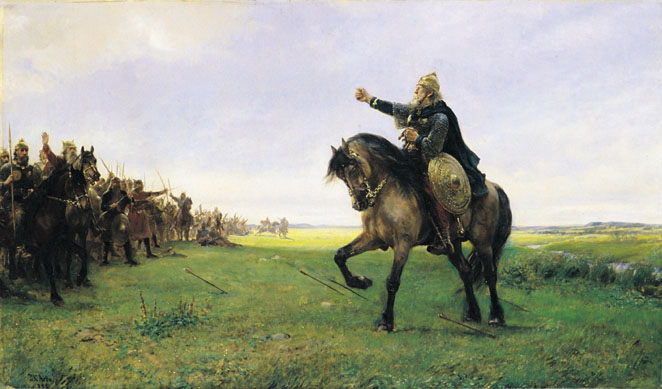
نقاشی نبرد میان هون‌ها و گیزور

پادشاهان گیت، حاکمانی بودند که بر منطقه گاتلند حکمفرمایی می‌کردند. آن‌ها در بسیاری از منابع تاریخی ابتدایی سوئد وجود دارند، اما امروزه بسیاری از آن‌ها به عنوان شخصیت‌های تاریخی در نظر گرفته نمی‌شوند.
این فهرست شامل افرادی است که دارای هویت گوتار (سوئدی مدرن)، گائوتار (شمالی باستان)، گیتاس (انگلیسی باستان) هستند که تنها تفاوت در عنوان نام داشته و در اصل یکی هستند. همچنین گوت‌ها و گیت‌ها دو قبیله کاملاً متفاوت هستند و نباید آن‌ها را بایکدیگر اشتباه گرفت.